# 新平湯温泉
新平湯温泉（しんひらゆおんせん）は、岐阜県高山市（旧国飛騨国）奥飛騨温泉郷にある温泉。

## 泉質
- 単純泉
- 含重曹食塩泉

## 効能
- リウマチ
- 関節痛
- 皮膚病

## 温泉街
平湯温泉の北側、栃尾温泉の手前、焼岳の西山麓に温泉街は位置する。ホテルや旅館は38軒、民宿は10軒と、温泉郷内では平湯温泉に次ぐ規模を誇る。
地区内には飛騨三十三観音霊場のひとつで円空が逗留したとされる禅通寺や、冬季にライトアップが行われる平湯川のしのぶ砂防堰堤と親水公園、奥飛騨の総鎮守社の村上神社などの見どころがあり、近くには奥飛騨クマ牧場がある。
栃尾温泉と接する村上地区と高原川を渡った対岸の栃尾地区は、奥飛騨温泉郷で数少ない食品スーパー2軒、銀行・郵便局などが集まっている。

## 歴史
開湯時期は不明。嘗ては一重ヶ根温泉と呼ばれ、開湯伝説では、長旅で疲れた出雲の民が、名水「垂間水」（たるまみず）近くで蜻蛉神（とんぼの神、またはあきつの神）に温泉を教えられて入浴した、とされている。
円空も元禄3年に訪れたとされている。
昭和43年11月19日、奥飛騨温泉郷の一部として国民保養温泉地に指定された。

## アクセス
- 鉄道：高山本線高山駅より濃飛バスで約75分。または篠ノ井線松本駅よりアルピコ交通バスで約1時間40分。
  - 松本発の直通便は季節運行の為、途中の平湯温泉で乗り換えになる。